# Kamala Lopez
Kamala Lopez (New York, 15 april 1964) is een Amerikaanse actrice, filmproducente, filmregisseuse, filmeditor en scenarioschrijfster.

## Biografie
Lopez werd geboren in New York bij een Indiase moeder en een Venezolaanse vader, en groeide op in Caracas tot haar veertiende jaar. Terug in New York doorliep zij de highschool, en leerde bij een theaterschool het acteren. Na het behalen van haar highschooldiploma ging zij studeren aan de Yale-universiteit in New Haven (Connecticut), waar zij afstudeerde in theaterwetenschap en filosofie. 
Lopez begon in 1986 met acteren in de televisieserie Miami Vice. Hierna heeft ze nog meerdere rollen gespeeld in televisieseries en films zoals Tour of Duty (1989-1990), 21 Jump Street (1989-1990), The Eddie Files (1995-2000), Resurrection Blvd. (2000-2001) en Medium (2005-2007).

## Filmografie

### Films
Uitgezonderd korte films.
- 2020 6 Rounds of Chloë - als Stella Gupta
- 2012 Any Day Now - als agente Martinez
- 2009 The Intervention – als Rachel
- 2009 Mark in Argentina – als Maria
- 2007 Permanent Vacation – als Iris Garcia
- 2007 Oranges – als Nadia
- 2005 Meet me in Miami – als Marta
- 2005 The Circle – als Hilga
- 2004 I Heart Huckabees – als Molly Corn
- 2003 The Entrepreneurs – als Laura
- 1999 Black and White – als Carmela
- 1999 Love and Action in Chicago – als Anna
- 1998 Where’s Marlowe – als Penny
- 1996 Wedding Bell Blues – als zwangere vrouw
- 1994 The Burning Season – als Ilzamer
- 1994 Clear and Present Danger – als venezolaanse telefoniste
- 1994 Lightning Jack – als Pilar
- 1994 Erotique – als Rosie
- 1992 Exiled in America– als Maria Soto
- 1992 Wild Card – als Kamala Lopez-Dawson
- 1992 Deep Cover – als Belinda
- 1992 Small Kill – als Jenny
- 1991 Dollman – als Debi Alejandro
- 1991 Crazy from the Heart – als Alcira Zavala
- 1991 Shoot First: A Cop's Vengeance – als ??
- 1990 Total Recall – als bijgevoegde stem
- 1989 Night Children – als ??
- 1988 Break of Dawn – als Linda
- 1987 Born in East L.A. – als Dolores
- 1987 Police Story: The Freeway Killings – als Lydia Chacon

### Televisieseries
Uitgezonderd eenmalige gastrollen.
- 2007 Medium – als advocate van Paxton – 2 afl.
- 2000 – 2001 Resurrection Blvd. – als Sulinda Serrano – 5 afl.
- 1995 – 2000 The Eddie Files – als tante Rosa – 16 afl.
- 1989 – 1990 21 Jump Street – als Marta – 2 afl.
- 1989 – 1990 Tour of Duty – als Susanne Lozada - 3 afl.

### Filmproducente
- 2020 6 Rounds of Chloë - film
- 2015 Slob90X - korte film
- 2014 Equal Means Equal - documentaire
- 2012 Los Tienes? - korte film
- 2012 Got Rights? - korte film
- 2010 Kick It Up L.A. – film
- 2008 A Single Woman – film
- 2008 Ese beso – film
- 2008 Speechless – film
- 2006 Sideliners – film
- 2005 Coffee Clutch – film
- 2003 The Entrepreneurs – film
- 2000 Bulglars – film
- 1993 I Killed My Lesbian Wife, Hung Her on a Meathook, and Now I Have a Three Picture Deal at Disney - korte film

### Filmregisseuse
- 2018 Legalize Equality - korte film
- 2014 Equal Means Equal - documentaire
- 2012 Dark Knight Aurora - korte film
- 2012 Los Tienes? - korte film
- 2012 Got Rights? - korte film
- 2010 Kick It Up L.A. – film
- 2008 A Single Woman – film
- 2008 Ese beso – film
- 2006 Sideliners – film
- 2003 Filet of 4 – film
- 2000 Burglars – film

### Filmeditor
- 2012 Dark Knight Aurora - korte film
- 2008 A Single Woman – film
- 2008 Ese beso – film
- 2005 Coffee Clutch – film
- 2003 Filet of 4 – film

### Scenarioschrijfster
- 2018 Legalize Equality - korte film
- 2014 Equal Means Equal - documentaire
- 2012 Dark Knight Aurora - korte film
- 2012 Los Tienes? - korte film
- 2012 Got Rights? - korte film
- 2003 The Entrepreneurs – film
- 2003 Filet of 4 – film
- 1993 I killed My Lesbian Wife, Hung Her on a Meat Hook, and Now I Have a Three-Picture Deal at Disney – korte film

- Library of Congress Control Number: no99088690
- Virtual International Authority File: 43941132